# Амний Аниций Юлиан
Амний Аниций Юлиан (лат. Amnius Anicius Iulianus) — римский политический деятель первой половины IV века.

## Биография
Происходил из рода Анициев. Предположительно, Юлиан был сыном консула 298 года Аниция Фауста. Его братом, вероятно, является консул 325 года Секст Аниций Фауст Паулин.
Между 300 и 303 годом Юлиан был проконсулом Африки. На этом посту он получил рескрипт от императора Диоклетиана, который приказал подавить восстание манихеев в Африке, обвиняемых в связях с империей Сасанидов. В 326—329 годах Юлиан занимал должность префекта Рима. Он был назначен ординарным консулом в 322 году вместе с Петронием Пробианом. Находившийся в конфликте с Константином Лициний не признал этого назначения, и на востоке империи было объявлено продолжение предыдущего консулата.
Женой Юлиана была Цезония Манилия, дочь консула 280 года Руфиниана Басса. От этого брака родился консул 334 года Амний Маний Цезоний Никомах Аниций Паулин Гонорий. Возможно, его сыном был также и Марк Юний Цезоний Никомах Аниций Фауст Паулин.
Луций Аврелий Авианий Симмах называл его самым богатым и влиятельным человеком своего времени и посвятил ему эпиграмму.